# Война миров
«Война миров» (англ. The War of the Worlds) — научно-фантастический роман Герберта Уэллса, впервые опубликованный в 1897 году. Роман первоначально печатался на страницах журналов Pearson's Magazine в Великобритании и Cosmopolitan в США; в виде отдельной книги роман впервые выпустило издательство Уильяма Хайнманна в 1898 году. «Война миров» описывает вторжение пришельцев (марсиан) на Землю и является одним из первых описаний подобного конфликта в литературе. События романа, описываемые от первого лица безымянным героем-очевидцем, происходят в южной Англии, в том числе в окрестностях городка Уокинг, где жил и работал сам Уэллс, и в Лондоне; марсиане легко побеждают британскую армию и массово истребляют людей, но сами погибают от земных микроорганизмов.
На момент публикации «Война миров» представляла собой необычное воплощение популярной в то время в Великобритании «литературы вторжения», в котором вместо реальных европейских держав стране угрожал фантастический враг — марсиане. Критики интерпретировали роман как комментарий по поводу эволюционного учения, британского империализма и в целом страхов, предрассудков и стереотипов викторианской эпохи; книгу описывали как «научный роман», как и предыдущий роман Уэллса — «Машина времени».
«Война миров» сохраняла популярность в течение всего XX века, выдержав множество изданий на множестве языков мира; по её мотивам выпускались фильмы, музыкальные альбомы, радиопостановки, комиксы и многие другие произведения. Особую известность получила американская радиопостановка романа 1938 года, стилизованная под выпуск новостей и вызвавшая массовую панику среди слушателей. «Война миров» является одной из классических книг в жанре научной фантастики, оказавшей огромное влияние на жанр в целом. Описания фантастических технологий в романе, предвосхищавшие развитие военной и космической техники в XX веке, повлияли и на развитие реальной науки — так, один из пионеров ракетостроения Роберт Годдард утверждал, что именно «Война миров» вызвала у него интерес к освоению космоса.

## Издание
Впервые журнальный текст романа появился в издании «Pearson’s magazine» в апреле 1897.
Роман вышел отдельной книгой в феврале 1898 года в издательстве Heinemann.

## Описание сюжета
Повествование ведётся от лица безымянного главного героя, жителя викторианской Англии начала XX века.
Герой упоминает о Марсе, поверхность которого охлаждается. Населяющие планету марсиане, наблюдая за благоприятными условиями на Земле, готовятся к вторжению. События разворачиваются в Лондоне и его окрестностях: городках Хорселл и Уокинг графства Суррей. За несколько лет до начала событий астрономы обнаружили сильный свет на поверхности Марса (марсиане отливали огромную пушку, чтобы посылать снаряды на Землю). Затем астрономы замечают взрывы газа на поверхности Марса. Герой посещает обсерваторию и вместе с астрономом Оджилви наблюдает это явление. Многочисленные наблюдатели в Англии замечают падение метеорита. Оджилви отправляется к предполагаемому месту падения и обнаруживает на Хорселлской пустоши огромную воронку с раскалённым цилиндром на дне. На пустоши собираются толпы зевак. Крышка цилиндра постепенно откручивается и падает, из цилиндра выползают отвратительные на вид марсиане, люди в страхе разбегаются. К цилиндру отправляется делегация под белым флагом, но марсиане испепеляют её и других зрителей неведомым оружием — тепловым лучом. Жители считают, что неуклюжие марсиане не смогут выбраться из ямы, но прибывшие военные оцепляют пустошь. Сутки спустя на землю падает второй цилиндр.
Герой замечает бегущих солдат, сообщающих, что марсиане вылезают из ямы в самоходных механизмах. Он отвозит жену в Лезерхэд, и на обратном пути натыкается на боевую машину марсиан.
Но что я увидел! Как мне это описать? Громадный, выше домов треножник, шагавший по молодой сосновой поросли и ломавший на своём пути сосны; машину из блестящего металла, топтавшую вереск; стальные, спускавшиеся с неё тросы; производимый ею грохот; сливавшийся с раскатами грома. Блеснула молния, и треножник чётко выступил из мрака; он стоял на одной ноге, две другие повисли в воздухе. Он исчезал и появлялся при новой вспышке молнии уже на сотню ярдов ближе. Можете вы себе представить складной стул, который, покачиваясь переступает по земле? Таково было это видение при мимолетных вспышках молнии. Но вместо стула представьте себе громадную машину, установленную на треножнике.

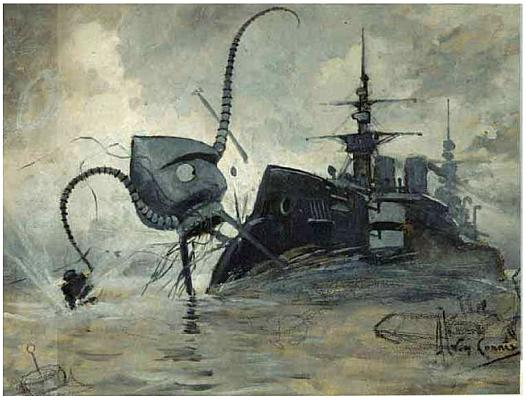
Миноносец «Сын грома» сражается с треножниками марсиан (иллюстрация к изданию 1906 года, художник Э. А. Корреа)

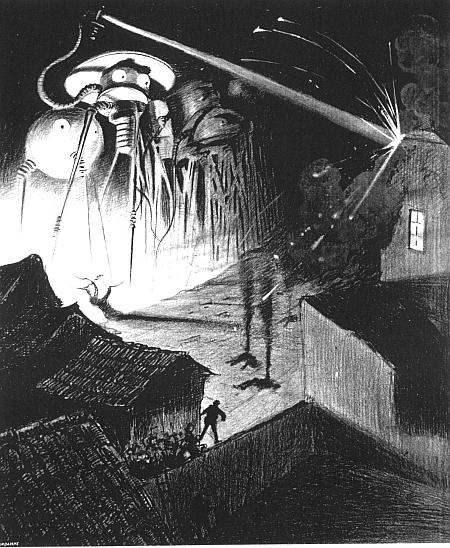
Треножники атакуют Англию.

Марсианские треножники продвигаются к другим упавшим цилиндрам (всего их упало 10). Власти лихорадочно стягивают армейские части, но марсиане сметают их тепловыми лучами. Артиллеристам из засады удаётся уничтожить один треножник и повредить другой. Марсиане меняют тактику: находясь за пределами дальности стрельбы пушек, они обстреливают батареи химическими снарядами, выходящий из которых тяжёлый чёрный газ мгновенно убивает всё живое. Спасаясь от треножников и газа, рассказчик пробирается по опустевшей стране. Он и примкнувший к нему священник обыскивают дома в поисках пищи, и в этот момент рядом падает марсианский снаряд (пятый из 10), рассказчик и священник оказываются в ловушке. Несчастные две недели прячутся в погребе разрушенного дома, наблюдая за бытом марсиан. Отвратительные инопланетяне питаются, впрыскивая себе кровь, взятую из вен пленников. Обезумевший священник обнаруживает себя и становится жертвой марсиан. Пришельцы покидают это место, герой выходит из убежища и добирается до опустевшего Лондона.
Тем временем его двоюродный брат, обучавшийся в Лондоне, примыкает к потоку беженцев. Он спасает двух путниц от грабителей и вместе с ними достигает берега моря и садится на борт парохода, идущего в Остенде. Начинается стрельба, капитан парохода, проклиная себя за алчность, выводит судно в море. Брат рассказчика видит несколько треножников, вышедших к морю. На помощь судам спешит британский миноносец «Сын грома». Он разбивает залпами один треножник, второй пускает в отважных моряков тепловой луч. Миноносец взрывается, но его горящий корпус двигаясь по инерции разбивает второй треножник, остальные марсиане отходят. Пассажиры видят в сумерках странную тень — летающую машину марсиан.
На вершине Путни-хилла рассказчик встречает знакомого ездового артиллерии, спасшегося после разгрома батареи. Артиллерист озвучивает план спасения человечества, предлагая укрыться в лондонской канализационной сети и, не мешая марсианам, накопить знания а потом, набравшись сил, захватить их треножники. Герой с жаром присоединяется к артиллеристу и копает туннель к канализационному выходу. Однако сам артиллерист меньше всего расположен работать, а вместо этого предпочитает проводить время за пьянством, обжорством и игрой в карты. Поняв, что артиллерист всего лишь мародёр, мечтатель и болтун, герой покидает его.
Улицы столицы опустели, тела погибших никто не убирает. Упавший духом герой выбегает к треножнику, рассчитывая на быструю смерть, но видит на нём птиц, расклёвывающих плоть умершего марсианина. Он выходит к базе марсиан, заваленной трупами пришельцев, и понимает, что марсиан погубили земные микроорганизмы, у марсиан не было никакого иммунитета. Мир облетает радостная весть, беженцы возвращаются в дома, европейские державы посылают караваны судов с продовольствием и помощью. Герой возвращается в свой дом, где встречает жену и брата.
С момента приземления первого цилиндра марсиан до их гибели, согласно сюжету книги, проходит 21 день.

## Марсиане
Существа, называемые в тексте книги как марсиане, дышат атмосферным воздухом. Они с трудом передвигаются в условиях земной гравитации и имеют отталкивающий, с точки зрения землян, вид.
Большая сероватая круглая туша, величиной, пожалуй, с медведя, медленно, с трудом вылезала из цилиндра. Высунувшись на свет, она залоснилась, точно мокрый ремень. Два больших темных глаза пристально смотрели на меня. У чудовища была круглая голова и, если можно так выразиться, лицо. Под глазами находился рот, края которого двигались и дрожали, выпуская слюну. Чудовище тяжело дышало, и все его тело судорожно пульсировало. Одно его тонкое щупальце упиралось в край цилиндра, другим оно размахивало в воздухе.
Марсиане не имеют собственной пищеварительной системы и питаются кровью, которую выкачивают из людей и вливают в свою кровеносную систему. Марсиане бесполые существа и размножаются почкованием. В тексте книги Уэллс предполагает, что предсказуемое развитие человека в ходе эволюции может привести к тому что все «ненужные» органы (пищеварительная система, органы внутренней секреции) отомрут и останется собственно один мозг, так же как и у марсиан. Повествователь говорит, что марсианам тяжело было передвигаться по земной поверхности, что связано, по его мнению, с тем, что притяжение Земли гораздо больше, чем Марса. Марсиане также общаются при помощи звуков. Как предполагает автор, они обладают телепатическими способностями.
После гибели марсиан в их цилиндрах были обнаружены существа, которых марсиане использовали в пищу.

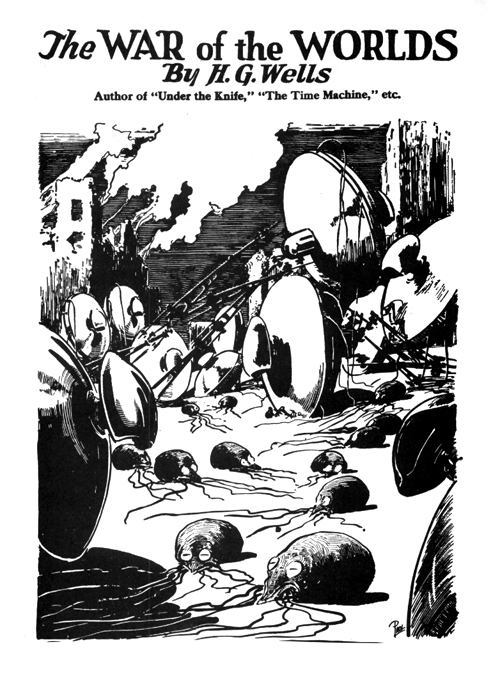
Титульная иллюстрация из переиздания романа в журнале Amazing Stories (август 1927 года)

Причину, из-за которой марсиане начали агрессивный захват Земли, автор описывает как тяжёлые условия жизни на Марсе: понижение средней температуры на планете, наступление льдов, разрежение атмосферы, пригодной для дыхания. Технология марсиан намного опережает земную технологию начала XX века. Марсиане не используют колесо, в их механизмах практически нет вращения вокруг оси.
Образ марсианина как бесстрастного, рационального и бездуховного существа, рассматривающего землян только как объект истребления и употребления в пищу, впервые был подготовлен в более раннем произведении Уэллса «Человек миллионного года».

## История создания
«Война миров» — четвёртый роман Герберта Уэллса, и относится к его ранним произведениям. Как признают исследователи творчества, идея книги носилась в воздухе, и Уэллс был вдохновлён несколькими обстоятельствами, совпавшими в конце XIX века.
В 1877 и в 1892 году астрономы имели возможность детально наблюдать Марс во время его великого противостояния. Именно тогда были открыты спутники Марса, достаточно детально изучены полярные шапки и система так называемых каналов на поверхности планеты. В 1896 году известный астроном Персиваль Ловелл опубликовал книгу, где высказал предположение о возможности существования жизни на Марсе.
В 1894 году французский астроном Жавель наблюдал некую вспышку на поверхности Марса, что прямо отражено в книге.
Исследования астрономов произвели большое впечатление на Уэллса и серьёзно повлияли на сюжет будущей книги. Впоследствии Уэллс продолжал интересоваться темой Красной планеты и в 1908 году даже опубликовал статью «Существа, которые живут на Марсе».
Другое обстоятельство — это изменения в мировой геополитике, объединение и милитаризация Германии. Также в конце XIX века люди по существу впервые стали замечать последствия разрушительного воздействия на биосферу: к 1898 году популяция американского бизона была почти полностью истреблена европейцами, как и некоторые отсталые народы, например тасманийцы. Эти настроения также нашли своё отражение в романе. Рассказчик даже осторожно предлагает читателю поразмыслить, не производят ли его собратья то же впечатление на животных и «дикарей», что марсиане произвели на англичан.

## Критика

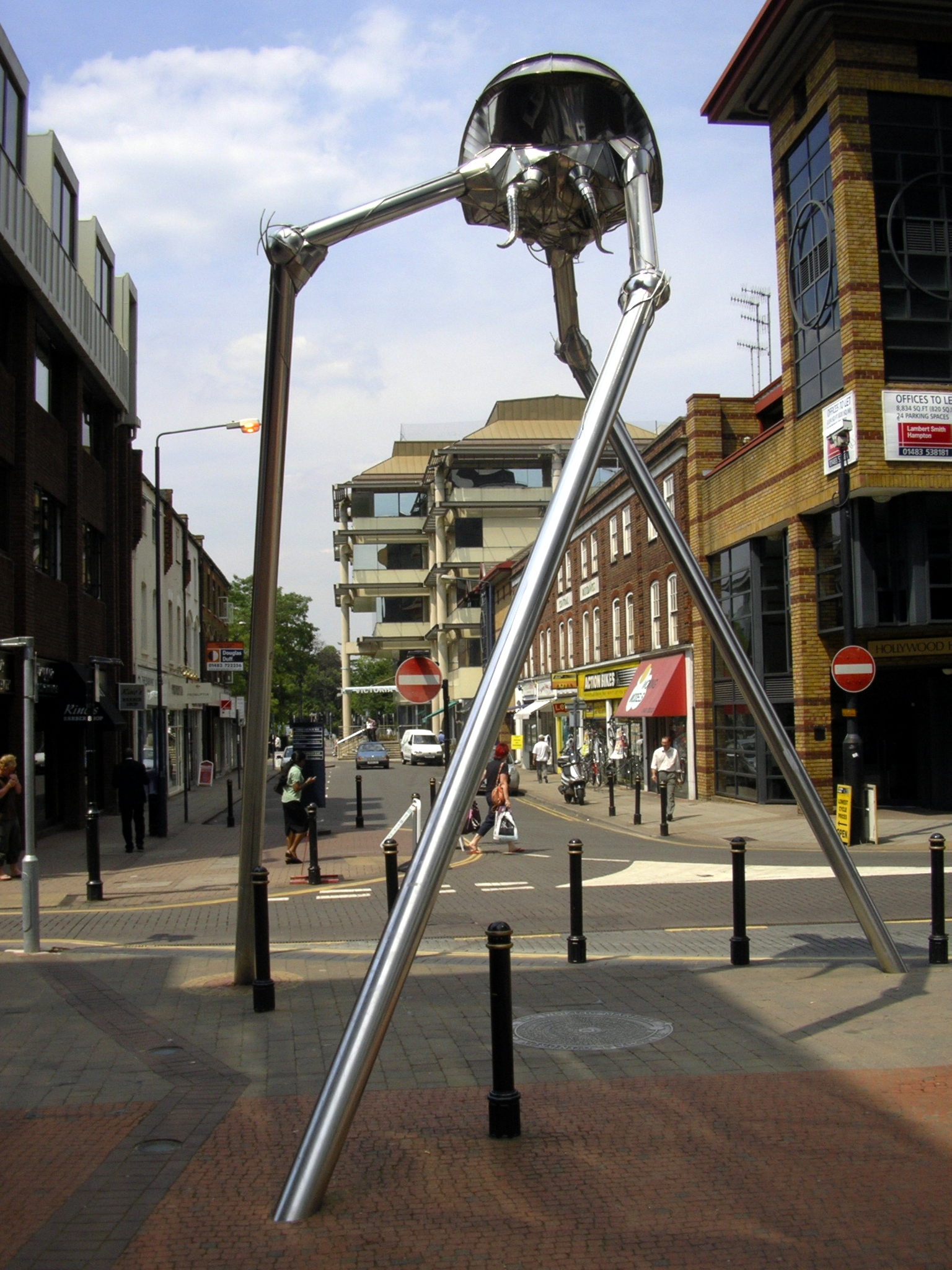
Скульптура, изображающая треножник, в городке Уокинг (Суррей)

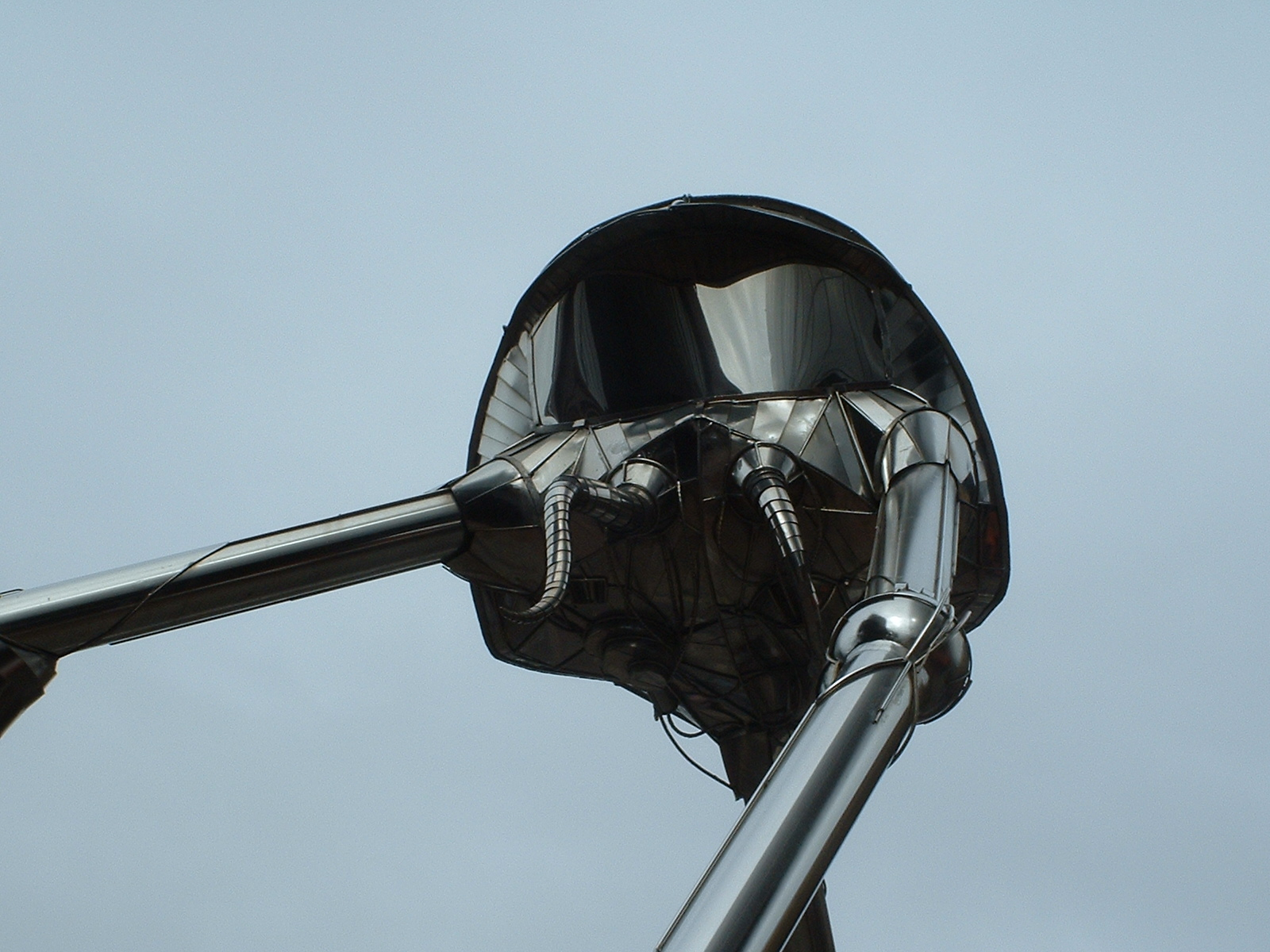
Скульптура с другого ракурса

Книга Уэллса считается первой, где была открыта тема вторжения враждебных пришельцев с другой планеты, которая стала чрезвычайно популярна в мировой научной фантастике XX века.
Сразу после первого издания книга Уэллса произвела большое впечатление на читающую общественность. Роман был воспринят как жёсткая критика имперской колонизаторской политики Великобритании.
В произведении мастерски рисуется панорама характеров и реакции человеческого индивидуума на холодную и бесчувственную угрозу инопланетного вторжения. Писатель ставит фундаментальные вопросы о том, куда может завести однобокая технологическая эволюция разума.

## Влияние на мировую науку и культуру
Первое вольное продолжение, роман Гаррета П. Сёвисса «Эдисоновское завоевание Марса» (Edison’s Conquest of Mars), вышел в США уже в 1898 году. Лазарь Лагин написал альтернативный взгляд на «Войну миров» — повесть «Майор Велл Эндью», в которой главный герой — предатель, перешедший на сторону марсиан.
Идея лучевого оружия использовалась и у А. Н. Толстого (роман «Гиперболоид инженера Гарина», 1927 год).
Многие писатели-фантасты и критики признавали значительное влияние Уэллса и его «Войны миров» на их творчество. Борис Стругацкий писал о том, что роман Уэллса оказал сильнейшее — прямое либо косвенное — влияние на мировую фантастику XX века вообще и на отечественную фантастику в особенности.
Повесть братьев Стругацких «Второе нашествие марсиан» своего рода современное переосмысление сюжета Уэллса, в котором конформизм землян, не желающих замечать захвата планеты марсианами, доведён до абсурда.
Критики Роберта Хайнлайна признавали, что классик американской фантастики был воспитан на произведениях Уэллса и «Войне миров» в частности.
Это влияние особенно заметно в романе Хайнлайна «Чужак в чужой стране» (Stranger in a Strange Land).
Известный американский учёный Роберт Годдард признавался, что начал заниматься ракетостроением под впечатлением книг Уэллса.
Роман Уэллса неоднократно переиздавался (первое переиздание было уже в 1898 году), переведён на множество языков Земли, стал основой многих фильмов, спектаклей, комиксов, сериалов и компьютерных игр.
Британский писатель-фантаст Кристофер Прист в 1976 году написал роман «Машина пространства» (The Space Machine), являющийся фанфиком-сиквелом сразу двух романов Уэллса — «Войны миров» и «Машины времени». Главный герой и его подруга — ассистент создателя машины времени — с помощью усовершенствованного варианта машины, способной преодолевать и пространство, попадают на Марс, где вступают в контакт с человекоподобной расой, порабощённой головоногими марсианами, принимают участие в марсианских войнах и готовящейся революции, потом им удаётся проникнуть в один из снарядов и вернуться на Землю.
Английский писатель Джон Кристофер в 1967—1968 гг. написал три рассказа: «Белые горы» (The White Mountains, 1967), «Город золота и свинца» (The City of Gold and Lead, 1968), «Огненный бассейн» (The Pool of Fire, 1968), а в 1988 году — роман-приквел «Когда пришли триподы» (When the Tripods Came), описывающие порабощение землян пришельцами и последующую борьбу с ними.
Внешний облик марсиан послужил прототипом для инопланетянина Крэнга (антагонист франшизы «Черепашки-ниндзя»), а также Жука-мозга из кинофильма Пола Верховена «Звездный десант».

## Технические и смысловые особенности

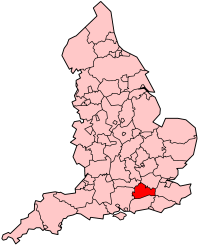
Графство Суррей, место высадки первых цилиндров марсиан

- Согласно мнению главного героя книги, марсиане использовали для запуска своих межпланетных снарядов гигантское орудие (о его отливке в специальной шахте, по мнению главного героя книги, свидетельствовали странные свечения на поверхности Марса, наблюдаемые в телескопы), что явно отсылает читателя книги к роману Жюля Верна «С Земли на Луну»[21]. При этом сам Уэллс в своём следующем произведении «Первые люди на Луне» описал аппарат, действующий на принципах антигравитации.

## Экранизации и постановки
Значительный резонанс и большое влияние имела поставленная в 1938 году Орсоном Уэллсом радиопостановка романа, первая часть которой была стилизована под «репортаж в прямом эфире» об инопланетном вторжении и, по сообщениям СМИ, вызвала панику в ряде районов США. По данным современных историков, в действительности паники не было, а история была раздута американскими газетами в качестве курьёзного факта и примера безответственности радиостанций (к тому моменту радиостанции стали серьёзным конкурентом газет).
Радиопостановка 1949 года в столице Эквадора вызвала панику среди жителей, а позже гнев и погром радиостанции, повлёкший гибель 6 человек.
В адаптациях используются различные даты вторжения, но основная идея остаётся неизменной. Классическим является фильм 1953 года. Марсиане в фильме передвигаются при помощи летающих тарелок.
В 1976 году Джефф Уэйн (Jeff Wayne) пишет рок-оперу «Война миров».
В 2000-е годы по мотивам «Войны миров» вышло несколько мокбастеров (низкобюджетных подделок) Дэвида Митчела Латта (студия The Asylum): «Война миров Г.Д. Уэллса» (2005), War of the Worlds 2: The Next Wave (2008).
17 ноября 2001 года вышел первый эпизод мультсериала «Лига справедливости», в котором происходили подобные события, с той разницей, что последний марсианин был на стороне добра, а инопланетяне-захватчики принадлежали третьей стороне и были уязвимы для солнечного света. Трехсерийный пилотный эпизод завершается уничтожением предводителя пришельцев и отступлением уцелевших в глубокий космос.
В мультсериале 2002—2006 годов «Приключения Джимми Нейтрона, мальчика-гения» антагонист Юстус Стрич использует треножник в качестве личного транспорта. В эпизоде «Король Марса» он путешествует на нём по Марсу за источником энергии, за которым отправился Джимми Нейтрон.
В 2005 году вышли две экранизации книги «Война миров» режиссёра Тимоти Хайнса и «Война миров» Стивена Спилберга. В голливудском фильме Спилберга играли Том Круз, Джастин Чэтвин и Дакота Фэннинг, премьера фильма в кинотеатрах состоялась 29 июня 2005 года. Сюжет фильма отличается от романа тем, что действие происходит в наши дни и в США, а не в Англии, машинерия марсиан прибывает не из космоса, а находится глубоко под землёй в законсервированном состоянии, а марсиане попадают на Землю (точнее, под землю, в свои аппараты) в каких-то капсулах передвигавшихся с помощью искусственных молний во время аномальной грозы, марсианские треножники атаковали с помощью усовершенствованного лазерного оружия, а сами аппараты были оснащены защитным экраном. У марсиан было три ноги и две руки, а не голова с щупальцами.
В 2012 году был создан мультфильм «Война миров: Голиаф», где описывается продолжение романа. Действия фильма происходит в 1914 году, когда должна была начаться Первая мировая война. После атаки марсиан прошло 15 лет, за эти годы у землян появилось более мощное оружие и авиация, нежели в реальности. Во время второй атаки марсиане используют не только треножники, но и истребители и гигантские боевые корабли.
В 2013 году телестудиями Entertainment One Television и Impossiblepictures Ltd. на телеканале History Channel был показан псевдодокументальный фильм «Великая Марсианская война 1913—1917» (The Great Martian War 1913—1917), рассказывающий выдуманную историю о противостоянии инопланетному вторжению в указанный период. Воспроизводимые бои между инопланетной расой и землянами напоминают персонажей уэллсовской «Войны миров». В этом же году была выпущена игра Zack Zero, где треножник был одним из боссов, в ней он был вооружён огнемётом и механическими лезвиями, похожими одновременно на клыки кабана и бивни мамонта, но в то же время имел защитный экран сзади, а также мог летать при помощи реактивных двигателей.
В 2019 году выходит мини-сериал «Война миров».
Также в 2019 году был снят телесериал «Война миров», который (по состоянию на октябрь 2022 года) насчитывает 3 сезона по 8 эпизодов в каждом.
В 2025 году началась разработка видеоигры 《Война миров: Сибирь》, рассказывающий историю параллельно оригинальному роману, действия происходят игры происходят в Петрограде(ознакомительная часть игры) и позже в Сибири